# Julius Dreger
Julius Dreger (* 16. September 1861 in Triest, Reichsunmittelbare Stadt Triest; † 30. September 1945 in Königstetten) war ein österreichischer Geologe und Paläontologe.

## Leben

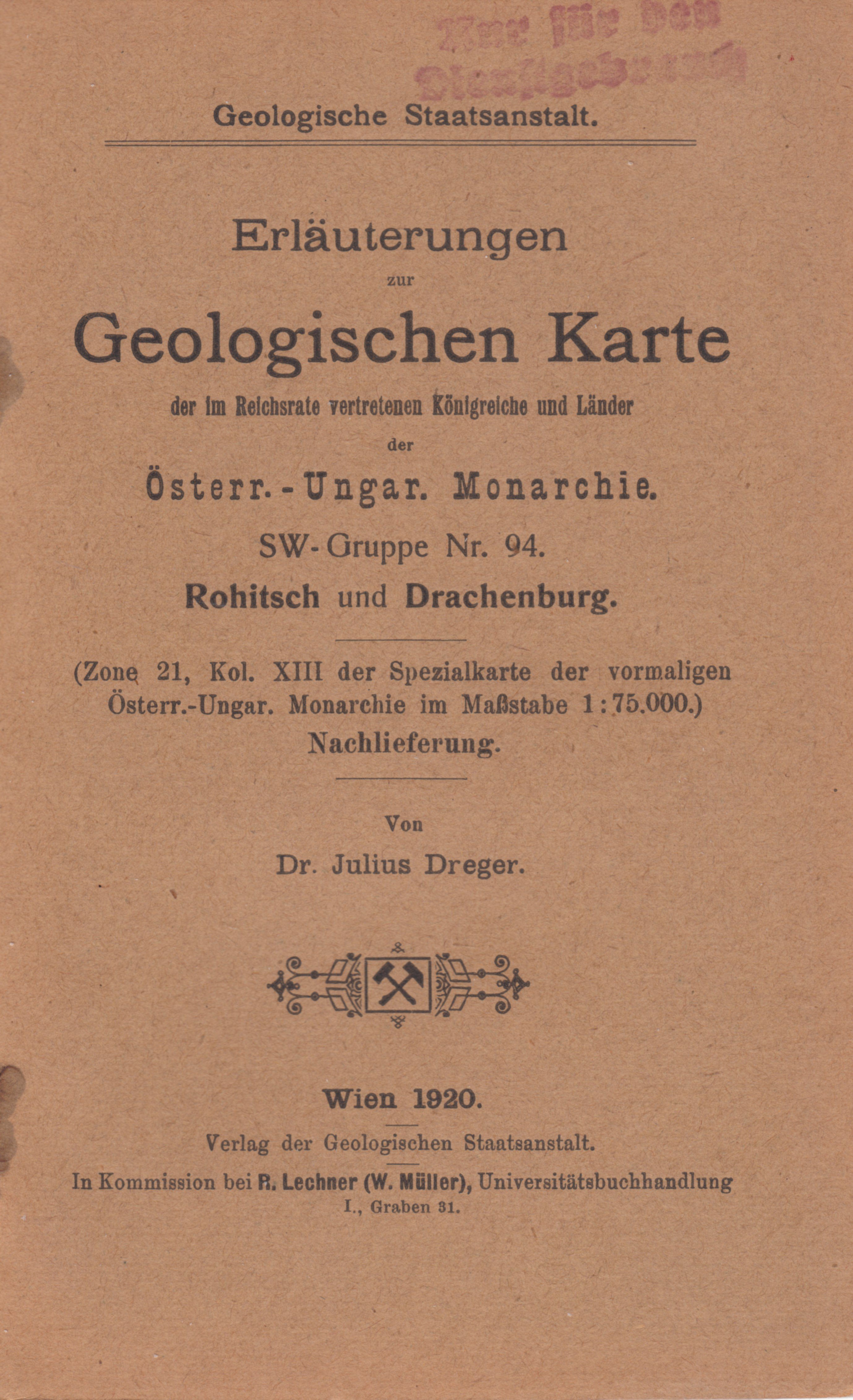
Erläuterungsbericht (1920) zu einer geologischen Karte

Während seines Studiums wurde er 1883 Mitglied der Wiener akademischen Burschenschaft Libertas. Dreger wurde 1887 an der Universität Wien zum Dr. phil. promoviert. Von 1890 bis 1892 war er am Geologischen Institut der Universität Wien Assistent. Im Zeitraum von 1892 bis 1923 war Dreger an der k.k. geologischen Reichsanstalt und ihrer Nachfolgeeinrichtung in Wien beschäftigt, von wo er auch Kartierungsarbeiten auf dem Gebiet des heutigen Sloweniens ausführte. Seine Feldarbeiten führten ihn zur Kartierung in das Bachergebirge und den Possruck, zudem in die slowenische Hügellandschaft nördlich der Drau sowie in die Umgebungen von Friedau und Pettau. Einige Blätter der geologischen Spezialkarte von Gebieten der Untersteiermark und Kärntens wurden von ihm neu aufgenommen. Zuletzt hatte er in der Geologischen Staatsanstalt von Wien die Stelle des Chefgeologen und Vizedirektors inne.
Als Paläontologe beschäftigte sich Dreger mit tertiären Brachiopoden und Mollusken. Später arbeitete er nur noch als Geologe.

## Veröffentlichungen
- Die tertiären Brachiopoden des Wiener Beckens. In: Beiträge zur Paläontologie und Geologie Österreich-Ungarns und des Orients. Band 7, 1889, S. 179–192 (zobodat.at [PDF; 1,8 MB]).
- Die Gastropoden von Häring bei Kirchbichl in Tirol. In: Annalen des Naturhistorischen Museums in Wien. Band 7, 1892, S. 11–34 (zobodat.at [PDF; 10,6 MB]).
- Ueber einige Versteinerungen der Kreide- und Tertiär – Formation von Corcha in Albanien. In: Jahrbuch der Kaiserlich-Königlichen Geologischen Reichsanstalt. Band 42, 1892, S. 337–340 (zobodat.at [PDF; 512 kB]).
- Notiz über ein Petroleum-Vorkommen in Südsteiermark. In: Verhandlungen der Geologischen Bundesanstalt. 1893, S. 92–98 (zobodat.at [PDF; 251 kB]).
- Ueber die geologischen Verhältnisse der Umgebung des Wotsch- und Donatiberges in Südsteiermark. In: Verhandlungen der Geologischen Bundesanstalt. 1893, S. 92–98 (zobodat.at [PDF; 656 kB]).
- Geologische Beschreibung der Umgebung der Städte Pettau und Friedau und des östlichen Theiles des Kollosgebirges in Südsteiermark. In: Verhandlungen der Geologischen Bundesanstalt. 1894, S. 69–74 (zobodat.at [PDF; 577 kB]).
- Ueber die Gesteine, welche den Südrand des östlichen Theiles des Bachergebirges bilden. In: Verhandlungen der Geologischen Bundesanstalt. 1894, S. 247–250 (zobodat.at [PDF; 458 kB]).
- Kurzer Bericht über eine Studienreise nach Nord- und Westdeutschland nebst Belgien. In: Verhandlungen der Geologischen Bundesanstalt. 1895, S. 254–258 (zobodat.at [PDF; 523 kB]).
- Vorkommen der Senilia senilis Linne als Fossil. In: Verhandlungen der Geologischen Bundesanstalt. 1895, S. 129–130 (zobodat.at [PDF; 334 kB]).